# Ghabou
Ghabou är en kommun i departementet Sélibabi i Mauretanien. Kommunen har en yta på 1 001,3 km2, och den hade 34 924 invånare år 2013.